# Киборг (фильм)
«Ки́борг» — американский художественный фильм в жанре фантастического боевика, поставленный режиссёром Альбертом Пьюном. Премьера фильма состоялась 7 апреля 1989 года.

## Сюжет
XXI век. Апокалиптическое будущее. Соединённые Штаты Америки лежат в руинах. Повальная чума стирает население всей планеты. Выжившие учёные в Атланте подобрались вплотную к открытию противоядия, но им катастрофически не хватает данных. То, что им необходимо, есть в компьютерной системе центра CDC Нью-Йорка, но туда нет пути. Мир между крохотными клочками цивилизации подконтролен диким бандам. На основе организма девушки-добровольца Перл учёные создают киборга, который должен попасть в Нью-Йорк, загрузить данные и вернуться обратно. На обратном пути киборг и её проводник Маршал Страт подвергаются нападению банды «пиратов» Фендера Тремоло. Проводник перед смертью рассказывает главарю о важности информации, которую несёт киборг, но не вызывает сочувствия у бандита.
Слингер (Проводник) Гибсон Рикенбейкер встречает киборга, она просит его отвести её в Атланту. Подоспевший пират стреляет в Рикенбейкера, рухнувший потолок погребает его под обломками. Тремоло заявляет что отведёт киборга в Атланту, если ему отдадут информацию о лечении. Рикенбейкер пускается за бандой Тремоло, у него есть к ним личные счёты (когда-то он проводил семью в убежище и остался жить со старшей девушкой, однако бандиты Тремоло погубили его новую семью. Воспоминания об этом терзают его в течение всего фильма). Бандиты захватывают судно, вырезав всех жителей рыбацкого посёлка и отправляются в плавание по каналу.
Рикенбейкер и его новая спутница Нейди Симмонс спешат через «запретную территорию», где побеждают в бою банду, контролировавшую путь. В Чарльстоне они находят судно, брошенное пиратами, но те замечают их приближение и устраивают засаду. Гибсон спасает Нейди, но киборг отказывается идти с ним, заявляя, что Фендер скорее доставит её в Атланту, и что Гибсон ещё недостаточно силён чтобы довести её туда. Пираты пускаются в погоню за героями. Нейди удаётся убежать, но бандиты настигают Рикенбейкера. Тремоло нокаутирует выбившегося из сил Рикенбейкера. Бандиты распинают его на кресте, но воспоминания о погибшей любимой придают нечеловеческую силу Гибсону и он ломает крест. Нейди находит его, вдвоём они устраивают засаду в Атланте.
Героям удаётся перебить всю шайку. На сторону Рикенбакера переходит Хейли, девушка Фендера. Кровожадный Фендер, окончательно лишившийся рассудка, убивает Нейди, но Рикенбейкер в поединке нанизывает злодея на мясницкий крюк. Гибсон и Хейли отводят киборга к месту назначения, Перл заявляет: «Я думаю, что он — лучшее лекарство для нашего мира».

## В ролях
| Актёр             | Роль               |
| ----------------- | ------------------ |
| Жан-Клод Ван Дамм | Гибсон Рикенбейкер |
| Дебора Рихтер     | Нэйди Симмонс      |
| Винсент Клин      | Фендер Тремоло     |
| Алекс Дэниэлс     | Маршалл Стрэт      |
| Дэйл Хэддон       | Перл Профет        |
| Блез Лунг         | Фурман Вакс        |
| Ральф Мёллер      | Брик Бардо         |
| Хэйли Петерсон    | Хэйли              |
| Терри Батсон      | Мэри               |
| Мэтт Макколм      | бандит             |

## Съёмочная группа
- Режиссёр: Альберт Пьюн
- Автор сценария: Альберт Пьюн (под псевдонимом Китти Чалмерс)
- Продюсеры: Йорам Глобус, Менахем Голан
- Оператор: Филип Элан Уотерс
- Художник: Дуглас Х. Леонард
- Композитор: Кевин Бэссинсон
- Костюмы: Хайди Кошенски
- Монтаж: Скотт Стивенсон, Розанн Зингейл, Шелдон Леттич, Жан-Клод Ван Дамм

## Производство
Затратив свыше 2 млн долларов на декорации, костюмы и реквизит для съёмок сразу двух фильмов — о Человеке-пауке и продолжение фильма «Властелины Вселенной», кинокомпания Cannon Films, испытывавшая финансовые проблемы, оказалась в ещё более затруднительном положении за две недели до съёмок, не сумев выплатить компаниям Marvel и Mattel за продление лицензий на соответствующие франшизы.
Режиссёр Альберт Пьюн, который должен был снимать оба фильма, предложил использовать готовые декорации в совершенно новом фильме и в ближайшие выходные написал набросок сценария «Киборга».
В главной роли Пьюн рассчитывал снимать Чака Норриса, с которым у Cannon Films был контракт, но продюсер компании Менахем Голан предложил на роль бельгийского кикбоксера Жан-Клода Ван Дамма, получившего известность после фильма «Кровавый спорт».
В ходе съёмок Джэксон «Рок» Пинкни, игравший роль одного из пиратов, потерял глаз, когда Ван Дамм нечаянно угодил в него ножом. Позднее Пинкни подал на Ван Дамма в суд штата Северная Каролина, и тот присудил выплату в размере 487 500 долларов.
По воспоминаниям Альберта Пьюна, основные съёмки фильма заняли 24 дня, а производственный бюджет не превысил 500 тыс. долларов, включая гонорар Ван Дамма.